# Contes de la folie ordinaire (recueil de nouvelles)
Pour les articles homonymes, voir Ordinaire.
Contes de la folie ordinaire est un recueil de vingt nouvelles écrites par Charles Bukowski et publiées en 1977 en France,. C'est une sélection de nouvelles parues en 1972 dans le recueil original Erections, Ejaculations, Exhibitions, and General Tales of Ordinary Madness et traduites par Jean-François Bizot et Léon Mercadet.
Le recueil a été porté à l'écran en 1981 par Marco Ferreri sous le titre Conte de la folie ordinaire. 

## Liste des nouvelles (édition française)
- La plus jolie fille de la ville
- La vie dans un bordel au Texas
- Le petit ramoneur
- La machine à baiser
- Trois femmes
- Trois poulets
- Douze singes volants qui ne sont jamais arrivés à baiser
- Vie et mort d'un journal underground
- Le jour où nous avons parlé de James Thurber
- La politique est l'art d'enculer les mouches
- Autant qu'on veut
- La chatte blanche
- J'ai vécu avec l'ennemi public n°1
- Comme au bon vieux temps
- Le grand mariage zen
- Cons comme le Christ
- Pas de chaussettes
- J'ai descendu un type à Reno
- Carnets d'un suicidé en puissance
- Le Zoo libéré